# Les Fils de la Médina
Les Fils de la Médina,  (اولاد حارتنا, littéralement : les enfants de notre ruelle) est un roman de l'auteur égyptien et prix Nobel de littérature Naguib Mahfouz.
Il raconte l'histoire allégorique des trois religions monothéistes abrahamiques (Judaïsme, Christianisme, Islam), qui prend place dans un quartier imaginaire du Caire du XIXe siècle. Paru pour la première fois en 1959, le livre a été interdit en Égypte à cause de son traitement du sujet religieux et y a été publié en 2006 seulement. 